# 魅可哥鮋
魅可哥鮋為輻鰭魚綱鮋形目鮋亞目絨皮鮋科的其中一種，為熱帶海水魚，分布於東印度洋聖誕島、澳洲西部；西太平洋琉球群島、馬紹爾群島、關島海域，棲息深度4-40公尺，體長可達7.1公分，棲息在臨海礁石的砂底質底層水域，生活習性不明。

## 扩展阅读
維基物種上的相關：魅可哥鮋